# Zebrzydowski-Rebellion

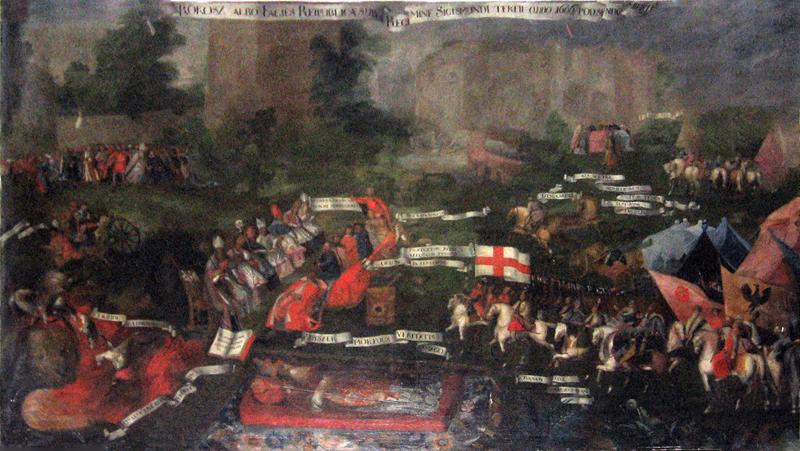
Zebrzydowskis Rebellion (Gemälde 17. Jh.)

Die Zebrzydowski-Rebellion (polnisch: rokosz Zebrzydowskiego) oder Sandomierz-Rebellion (polnisch: rokosz sandomierski) war ein Rokosz (halb-legale Rebellion) im Polen-Litauen gegen König Sigismund III. Wasa (1606–1609). Die Ursache war die wachsende Unzufriedenheit mit dem König unter der Szlachta (polnischer Adel), besonders mit den Bemühungen des Königs, die Macht der Adligen und den Sejm (polnisches Parlament) zu schwächen und eine erbliche Monarchie einzuführen. Die Rebellion erlitt eine Niederlage, aber die Szlachta erreichte im Gegenzug eine weitgehende Kontrolle über die polnische Verfassung.

## Verlauf
Um 1600 erreichte Polen-Litauen seine größte Ausdehnung. Doch als der ausgleichende Kanzler Jan Zamoyski 1605 starb, fürchteten viele Adlige eine zu große Stärkung des Königs. Er kämpfte um Schweden und dachte daran, seinen Sohn bereits in Polen als Herrscher einsetzen zu lassen.
Der Rokosz begann am 5. August 1606 durch den Krakauer Woiwoden Mikołaj Zebrzydowski, Jan Szczsny Herburt, Stanislaw Stadnicki, Aleksander Jzef Lisowski und Janusz Radziwiłł (1579–1620) im Dorf Stężyca (Lublin) und Lublin. Die Rebellion wurde durch mehrere Beschwerden ausgelöst und sowohl von protestantischen als auch von katholischen Magnaten unterstützt. Die Rebellen erzielten zunächst einige Erfolge mit ihrer unkonventionellen Taktik, wurden aber schließlich Anfang 1607 in einer Reihe von Kämpfen besiegt, die zu einem Rückgang der Macht und des Prestiges des Königs beitrugen. 
Die rebellischen Adligen unterbreiteten ihre Forderungen in 67 Artikeln, darunter den Thronverzicht Sigismunds III. wegen Verstoßes gegen die Articuli Henriciani und die Vertreibung der papstorientierten Jesuiten aus Polen-Litauen. Sie forderten weiter, dass der Sejm Staatsbeamte anstelle des Königs ernenne, dass lokale Beamte zu wählen und die Rechte der Protestanten zu erweitern und zu schützen seien.
Die Sejmmehrheit lehnte 1607 diese Forderungen ab. Gegen das in Guzów bei Orońsko in der damaligen Woiwodschaft Sandomir versammelte Rebellenheer wurde 1607 die königliche Armee unter der Führung von Hetman Jan Karol Chodkiewicz geschickt. Am 5. oder 6. Juli kam es zu einem Kampf (Quellen unterschiedlich) mit 200 Opfern und Sieg der königlichen Streitkräfte.
Zwei Jahre nach Beginn der Revolte ergaben sich die rebellischen Adligen 1609 formell dem König beim Sejm von 1609, das als Friedenssejm Sejm ( pacyfikacyjny) bekannt wurde. Im Gegenzug wurde den Rebellen Milde gewährt. Viele königliche Unterstützer, darunter Hetman Chodkiewicz, hatten erfolgreich für eine Amnestie plädiert.
Trotz des Scheiterns der Rebellion verlor Sigismund III. jede Chance, seine Rolle in der Regierung zu stärken. Die Verfassung wurde zunehmend sakrosankt. Nach der Rebellion versuchte König Sigismund, die die Adligen in äußere Kriege einzubinden, so im Polnisch-Russischen Krieg 1609–18.

## Einzelbelege
1. ↑  Agnieszka Pawłowska: Program wzmocnienia władzy w kręgach stronnictwa prokrólewskiego w czasie rokoszu sandomierskiego 1605–1609. In: Klio. Czasopismo poświęcone dziejom Polski i powszechnym. Band 22, Nr. 3, 2012, ISSN 1643-8191, S. 39–58 (ceeol.com [abgerufen am 25. April 2024]).
2. ↑  Manfred Alexander: Kleine Geschichte Polens. Bd. 537. Bundeszentrale für Politische Bildung, Bonn 2005, ISBN 978-3-89331-662-5, S. 115 f.